# Lenzing (azienda)
Lenzing AG è una società per azioni austriaca fondata nel 1938, a capo di un gruppo di aziende che operano nel settore dei filati, della pasta-carta e delle materie plastiche.
La società è quotata dal 1986 presso la Borsa valori di Vienna; la società fa parte del segmento denominato Vönix (VBV österreichischer Nachhaltigkeitsindex), che riunisce le società quotate austriache leader nel campo del sociale e dell'ecologia.

## Storia
La società venne fondata nel 1938 con la denominazione Zellwolle Lenzing AG per iniziare la produzione di filati di origine cellulosica ed in viscosa, tuttavia l'origine risale ad una cartiera fondata da Emil Hamburger a Lenzing nel 1892. La denominazione attuale è stata assunta dalla società nel 1984.
La crescita del gruppo Lenzing è proseguita negli anni con successive acquisizioni e fondazione di società controllate sia in Austria che in altri Paesi (Indonesia nel 1980, USA nel 1992, Brasile nel 1994, Cina nel 2004).

## Struttura ed attività attuale
Oggi Lenzing AG è un gruppo che, pur mantenendo come settore principale quello delle fibre, sia per il settore tessile sia per utilizzo tecnico e sanitario (523.000 t. nel 2007), ha diversificato la propria produzione nella carta e nella pasta-carta e nelle materie plastiche, mantenendo attività minori, nel settore dei macchinari, legate alla produzione di filati e dei prodotti chimici.
La struttura del gruppo conta attualmente 13 stabilimenti (4 in Austria, 3 in Germania, 2 negli USA e 1 in Cina, Indonesia, Repubblica Ceca e Regno Unito).

## Principali azionisti

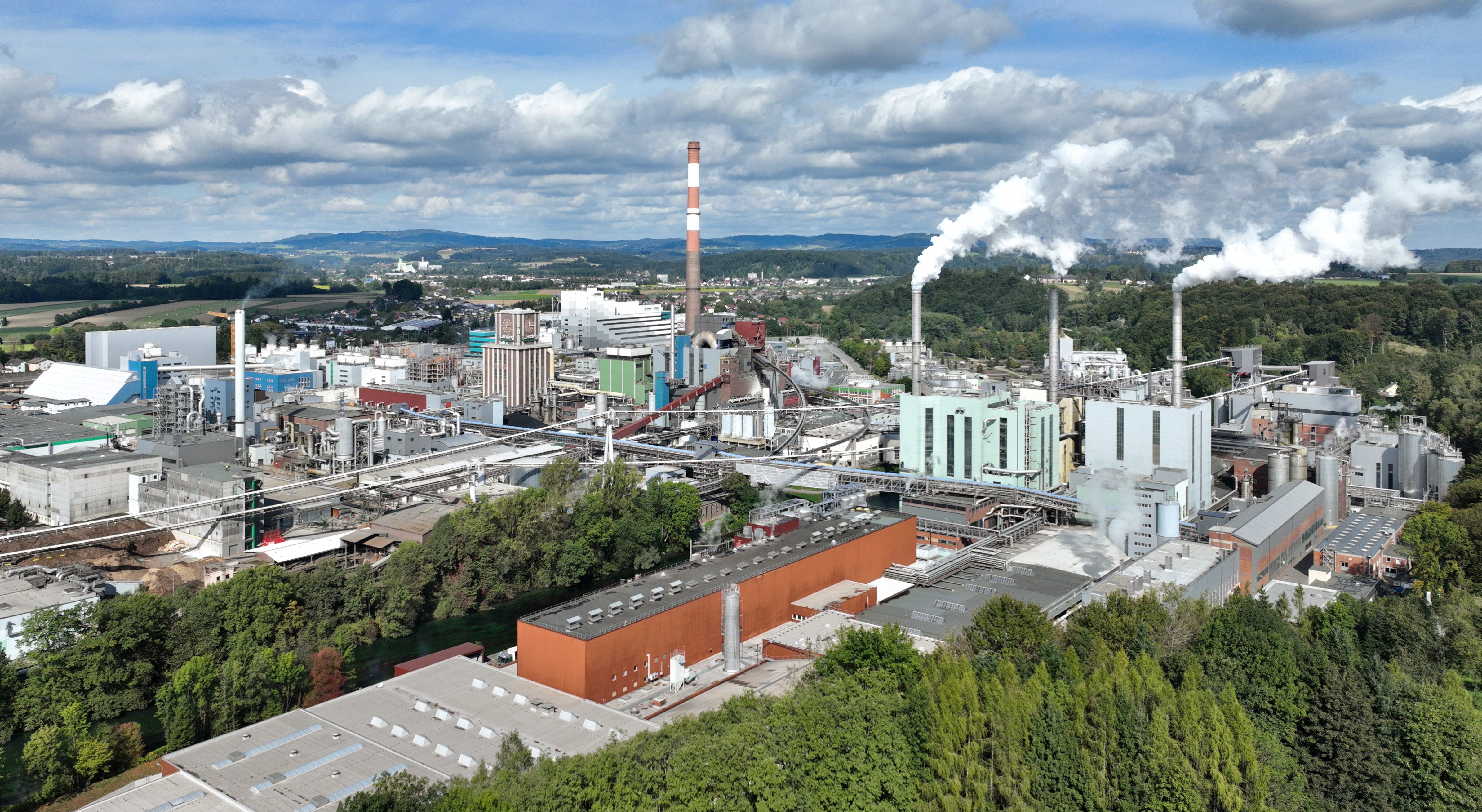
Stabilimento produttivo a Lenzing

Lenzing AG è controllata, con oltre il 75% del capitale, dalla finanziaria B & C Holding.

## Società del gruppo
- Lenzing Technik GmbH - Lenzing (A)
- Lenzing Plastics GmbH - Lenzing (A)
- Lenzing Fibers GmbH - Lenzing (A)
- LENO Electronics GmbH - Lenzing (A)
- BZL – Bildungszentrum Lenzing GmbH - Lenzing (A)
- RVL Reststoffverwertung Lenzing GmbH - Lenzing (A)
- Gemeinnützige Siedlungsgesellschaft m.b.H.für den Bezirk Vöcklabruck - Lenzing (A)
- Wasserreinhaltungsverband Lenzing AG -Lenzing (A)
- Lenzing Fibers Ltd. - Derby (GB)
- Lenzing Fibers Inc. - New York (USA)
- PT. South Pacific Viscose - Giacarta (Indonesia)
- Lenzing (Nanjing) Fibers Co., Ltd. - Nanchino (Cina)
- Lenzing Fibers (Hong Kong) Ltd. - Hong Kong
- Lenzing Fibers (Shanghai) Co. Ltd. - Shanghai (Cina)[2]

## Dati economici e finanziari
Dal bilancio consolidato chiuso al 31 dicembre 2007, il gruppo Lenzing ha un capitale investito di circa 1,31 miliardi di Euro, un patrimonio netto di circa 544 milioni di Euro, un fatturato di circa 1,26 miliardi di Euro ed un utile netto di circa 117,6 milioni di Euro.
Al 31 dicembre 2007 il gruppo Lenzing occupava 6.043 dipendenti.